# Расейняй
Расе́йняй (лит. Raseiniai, жем. Raseinē , устар. рус. Россиены) — город в Расейнском районе Литвы, его административный центр. В Российской империи до 1917 года назывался Россиены.

## География
Город расположен в 5 км от шоссе Клайпеда—Каунас.

## Население
| Год  | Численность | Численность |
| ---- | ----------- | ----------- |
| 2001 | 12 575      | [ 4 ]       |
| 2002 | 12 488      | [ 4 ]       |
| 2003 | 12 396      | [ 4 ]       |
| 2004 | 12 291      | [ 4 ]       |
| 2005 | 12 176      | [ 4 ]       |
| 2006 | 12 090      | [ 4 ]       |
| 2007 | 12 055      | [ 4 ]       |
| 2008 | 11 928      | [ 4 ]       |
| 2009 | 11 783      | [ 4 ]       |
| 2010 | 11 584      | [ 4 ]       |
| 2011 | 11 201      | [ 4 ]       |
| 2012 | 11 115      | [ 4 ]       |
| 2013 | 11 033      | [ 4 ]       |
| 2014 | 10 890      | [ 4 ]       |
| 2015 | 10 831      | [ 4 ]       |
| 2016 | 10 637      | [ 4 ]       |
| 2017 | 10 249      | [ 5 ]       |
| 2018 | 9932        | [ 6 ]       |
| 2019 | 9773        | [ 4 ]       |
| 2020 | 9700        | [ 4 ]       |
| 2021 | 9865        | [ 4 ]       |
| 2022 | 9636        | [ 4 ]       |
| 2023 | 9763        | [ 4 ]       |

## История

### Великое Литовское Княжество
Расейняй является одним из древнейших общин в Литве — название населенного пункта упоминается впервые в 1253 году. Упоминается в летописях XIII и XIV века под разными вариантами записи названия поселения, в том числе Rushigen, Rossyen и Rasseyne. В 1253 году великий князь Миндовг уступил часть территории Жемайтии, в том числе некоторые территории вокруг Расейняя, Ливонскому ордену. В XIV—XVIII веках Расейняй был одним из наиболее важных городов в регионе Жемайтии; его староста, как представитель региона, принимал участие в подписании мирного договора в Кёнигсберге в 1390 году. В конце XV века Расейняй получил Магдебургское право.
В Речи Посполитой город продолжал быть региональным центром. Там были расположены государственные учреждения, и он служил торговым центром области. В 1580 году в городе встретились местные аристократы с целью выбрать своих представителей в Сейм Речи Посполитой в Варшаве. С 1585 в Расейняй находился жмудский сеймик.

### После разделов Речи Посполитой
После Третьего раздела Речи Посполитой в 1795 году Расейняй был присоединен к Российской империи, и права города были аннулированы. В Российской империи город был центром административного округа с тем же названием.
Исторически сложилось, что главными предметами экспортной торговли были лес и зерно. Из-за своего географического положения и удаленности от железной дороги и основных автомагистралей, город был экономически изолирован. Пожар в 1865 году, который почти уничтожил город, также способствовал уменьшению города во второй половине XIX века.
В 1831 году в Расейняе началось восстание против царского правительства. 26 марта повстанцы взяли Расейняй и сформировали временное правительство округа. В течение нескольких дней восстание распространилось по всей стране и позже стало известно как Польское восстание (1830).
В течение основной части XIX века большую часть населения города составляли евреи. В 1842 году в городе было 7455 жителей, большинство из которых были евреями. В 1866 году в городе было 10579 жителей, из которых 8290 были евреями. В 1897 году население района, за исключением города, составило 221731, из них около 17 тысяч были евреями. Но после Первой мировой войны еврейская община сократилась. К 1926 году 2 226 евреев жили в Расейняе, а в 1939 — году примерно 2000 (40 % от общей численности населения).
В городе находятся ренессансный монастырь XVII—XVIII вв. и костёл Успения девы Марии (1782), остальные памятники архитектуры были разрушены во время Второй мировой войны. Город-побратим — Любартов, Польша.
Весной 1915 г. район Россиен стал ареной активных боевых действий русский и германской армий, прежде всего - конницы.
3-й механизированный корпус дислоцировался на территории Литвы: 2-я танковая дивизия северо-западнее города Каунас в Россиенах (Расейняй)

### Бой под Расейняем
24—25 июня 1941 года в окрестностях города единственный оставшийся после советского контрнаступления танк КВ-1 на сутки прервал коммуникации боевой группы «Зекендорф» 6-й танковой дивизии из 4-й немецкой танковой группы генерал-полковника Гепнера с тылами.
С самого начала боя танку КВ-1 удалось расстрелять и раздавить своими гусеницами колонну из 12 грузовиков со снабжением, которая шла к немцам из захваченного города. Позже прицельными выстрелами была уничтожена артиллерийская батарея. Немцы вели ответный огонь, но безрезультатно — снаряды 50-миллиметровых дивизионных противотанковых пушек не могли пробить броню КВ-1. Спустя некоторое время у танка кончилось топливо, а затем противнику удалось взорвать заряд у него под гусеницей. Но к тому времени танку уже удалось занять стратегическую позицию на единственной дороге, проходившей через болота. Наконец, только к исходу второго дня сражения немцам удалось расстрелять танк из 88-миллиметровых зенитных орудий, только два из них сумели пробить броню. Когда солдаты приблизились к подбитой машине, башня танка начала поворачиваться в их сторону — видимо, кто-то из экипажа все еще был жив. И только заброшенная в одну из пробоин граната навсегда остановила танкистов.
Этот бой был описан в 1965 году в литовской «Крестьянской газете» («Валстечю лайкраштис», в номере от 8 октября 1965, автор статьи — И. Лаурайтис). В той же статье упоминаются и имена бойцов, выясненные по их личным вещам, найденным при перезахоронении братской могилы (перевод с литовского):
Откопав, нашли личные вещи танкистов. Но они говорят очень мало. Две фляжки и три авторучки без надписей или знаков. Два ремня показывают, что в танке было два офицера. Более красноречивыми оказались ложки. На одной из них вырезана фамилия: Смирнов В.А. На второй – три буквы: Ш.Н.А. Видимо, это первые буквы фамилии, имени и отчества солдата. Самая ценная находка, устанавливающая личность героев - портсигар и в нем комсомольский билет, порядочно испорченный временем. Внутренние листки билета склеились с каким-то другим документом. На первой странице можно прочитать только последние цифры номера билета - ...1573. Ясная фамилия и неполное имя: Ершов Пав... Самой информативной оказалась квитанция. На ней можно прочесть все записи. Из неё узнаем фамилию одного из танкистов, место его жительства. Квитанция говорит: Паспорт, серия ЛУ 289759, выдан 8 октября 1935 г. Псковским отделом милиции Ершову Павлу Егоровичу, сдан 11 февраля 1940 г.
В пригороде Расейняя, у деревни Дайняй, там, где проходил бой, установлен воинский мемориал.

## Известные уроженцы
- Щедровский, Игнатий Степанович (1815-1870) — русский график и живописец польско-литовского происхождения, выдающийся жанрист натуральной школы, ассоциировавшийся с венециановцами.
- Шабашевиц, Мордехай (Маркс Бэшью, 1876—1949) — южноафриканский предприниматель.
- Сабайте, Ниёле Антановна (1950) — советская легкоатлетка, серебряный призёр Олимпийских игр в Мюнхене (1972). Заслуженный мастер спорта (1972), мастер спорта СССР международного класса. Кавалер ордена «Знак Почёта».